# Muntele Gilboa

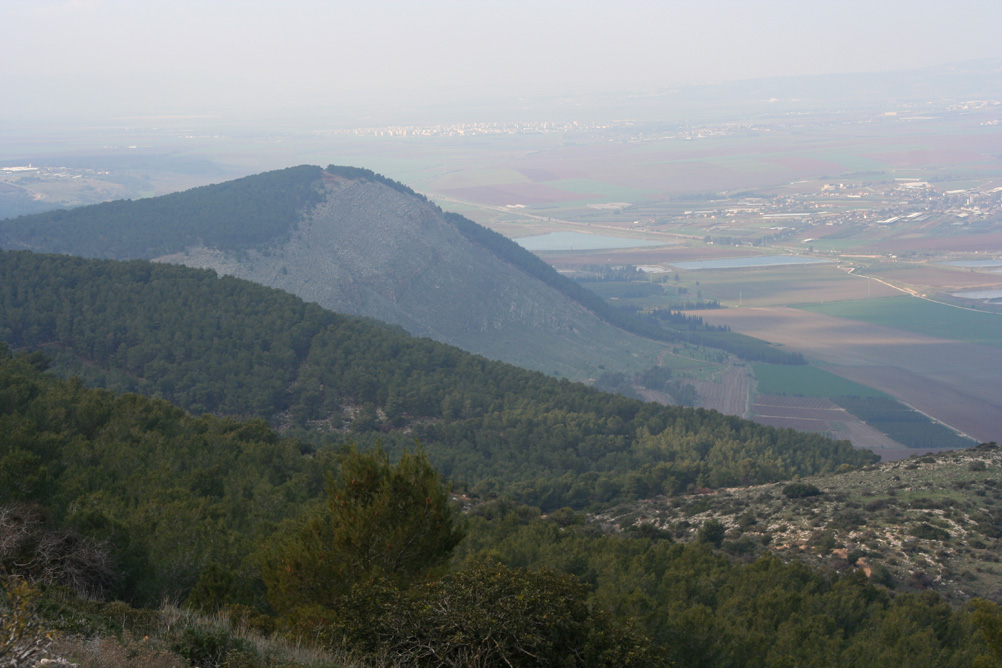
Muntele Gilboa

Muntele Gilboa (în ebraică הַר הַגִּלְבֹּעַ, הר הגלבוע, Har HaGilboa se citește Ghilboa; în arabă جبل جلبوع sau arabă جبل فقوعة , uneori numit Munții Gelboe, este un lanț muntos cu vedere la Valea Jezreel la nord și Valea Iordanului la sud-est și dealuri la vest.

## Etimologie

### Gilboa
Semnificația numelui ebraic Gilboa este izvoare fierbinți; fântâni de barbotare; piscine agitate; apă care izbucnește din stâncă.

## În Biblie
În Biblia ebraică, Saul, primul rege al Israelului, a condus o judecată împotriva filistenilor de pe Muntele Ghilboa. Bătălia se încheie cu regele căzând pe propria sabie și pe fiii lui Saul, Ionatan, Abinadab, și Melchișua fiind uciși în luptă. Regele David, care aude despre tragedia de după bătălie, blestemă muntele:
Voi, munții lui Ghilboa, să nu fie nici rouă, nici ploaie peste voi, nici câmpuri de roade alese; căci acolo scutul celor puternici a fost alungat josnic, scutul lui Saul, uns cu untdelemn.

## Istoric
Bătălia⁠(<span title="Bătălia de la Al-Fule|Bătălia la Wikidata">d) minoră dintre armata cruciată a regatului Ierusalimului și sultanul Saladin au avut loc la poalele Muntelui Gilboa în 1183.
În 1260, Bătălia de la Ain Jalut s-a dat la poalele muntelui Gilboa. Succesul musulman al mamelucilor⁠(<span title="Dinastia Bahri|mamelucilor la Wikidata">d) împotriva mongolilor au marcat sfârșitul împingerii spre vest a imperiului asiatic și au asigurat supraviețuirea musulmanilor în Egipt.

## Geografie
Formațiunea are forma unui bumerang, extinzându-se la nord de munții din Samaria spre Cisiordania și întorcându-se spre nord-vest la aproximativ jumătate din lungimea lor, separând astfel capătul sud-estic al văii Jezreel la vest, de valea Beit She'an și de valea Ein Harod la est. Cel mai înalt vârf al lanțului montan se ridică la 496 de metri deasupra nivelului mării.

## Floră și faună

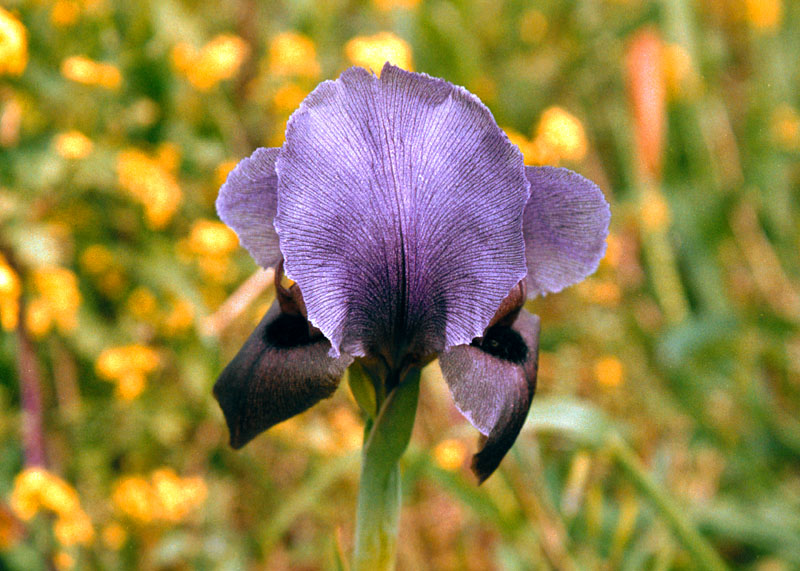
Iris Gilboa (Iris haynei)

În 1976 și 1977, s-a considerat că are aproximativ 170 de specii de plante, inclusiv Pinus halepensis (pe pantele stâncoase) și Pistacia lentiscus (stratul de arbuști). În fiecare an, de la sfârșitul lunii februarie până la sfârșitul lunii martie, violetul Irisul lui Hayne, cunoscut în ebraică ca Irisul Gilboa (Irus ha-Gilboa), înflorește pe munte. Două rezervații naturale au fost declarate pe creastă: rezervația naturală Gilboa Iris în 1970, care acoperă 7.280 dunami (728 ha), și rezervația estică Gilboa în 2005, acoperind 18.290 dunami (1.829 ha).
De asemenea, are o gamă foarte diversă de specii de animale, cu 14 reptile, 7 rozătoare, 31 de păsări și 13 specii de izopode.